# Margès
Margès település Franciaországban, Drôme megyében. Lakosainak száma 1076 fő (2022. január 1.). Margès Arthémonay, Charmes-sur-l’Herbasse, Crépol, Peyrins és Saint-Donat-sur-l’Herbasse községekkel határos.

## Népesség
A település népességének változása:
| Lakosok száma | 370  | 444  | 532  | 844  | 1039 | 1113 | 1159 | 1116 | 1094 | 1076 |
|               | 1968 | 1982 | 1990 | 2006 | 2013 | 2015 | 2017 | 2019 | 2020 | 2022 |